# 咲き誇れ愛しさよ
「咲き誇れ愛しさよ」（さきほこれいとしさよ）は、Winkの19枚目のシングル。1993年9月8日にポリスターより発売された。8cmCD：PSDR-5025。

## 解説
表題曲は、作詞を大黒摩季、作曲を織田哲郎、編曲を葉山たけしが担当したWinkの楽曲。
同デュオが出演した1993年9月1日放送開始の資生堂「プルミエ」CMソングとして使用された。翌年の1994年にも資生堂「プルミエ エアフィール」CMソングをWinkが担当したが、その楽曲はCMオリジナル曲であり、未発売となっている。
カップリング曲は「Made In Love」。作詞を芹沢類、作曲を楠瀬誠志郎、編曲を門倉聡が担当している。
1993年9月8日に発売。オリコンチャートの週間ランキングでは、9月20日付の初登場9位を最高位とし、以後、100位以内には、12月6日付の99位まで、12週連続ランクインした。同チャートの年間ランキングでは、1993年度において売上33.385万枚により90位となっている。1992年10月21日の「リアルな夢の条件」以来3作ぶり、かつ現時点におけるWink最後の同チャート10位以内入りである。また、同デュオのシングル単体の総売り上げ枚数が30万枚以上に達したのは、1990年3月28日発売の「Sexy Music」以来12作ぶりであった。

## 収録曲
1. 咲き誇れ愛しさよ
  - 作詞：大黒摩季、作曲：織田哲郎、編曲：葉山たけし
2. Made In Love
  - 作詞：芹沢類、作曲：楠瀬誠志郎、編曲：門倉聡
3. 咲き誇れ愛しさよ 〜オリジナルカラオケ〜

## 収録アルバム
- 咲き誇れ愛しさよ
  - BRUNCH
  - Diary
  - Reminiscence
  - WINK MEMORIES 1988-1996
- Made In Love
  - BRUNCH
  - Back to front

## テレビ番組における歌唱
※ 在京キー局のテレビ番組の放送日は首都圏のもの。地方の系列局の放送日は異なる場合がある。
- 咲き誇れ愛しさよ

| 放送日 (曜日)               | 番組名                                                                                      | 放送局         | 衣装 | 備考 |
| --------------------------- | ------------------------------------------------------------------------------------------- | -------------- | ---- | --- |
| 1993.09.12 (日)[注 1]       | スーパーJOCKEY[注 1]                                                                        | 日本テレビ     | Ａ   | |
| 1993.09.15 (水)[注 2]       | MJ -MUSIC JOURNAL-[注 2]                                                                    | フジテレビ     | Ａ   | |
| 1993.09.18 (土)[注 3]       | 摩訶不思議 ダウンタウンの…!?[注 3]                                                          | 朝日放送       | Ａ   | |
| 1993.09.24 (金)[6]          | ミュージックステーション[6]                                                                 | テレビ朝日     | Ｂ   | |
| 1993.09.26 (日)[注 4][注 5] | 歌謡びんびんハウス[注 4]                                                                    | テレビ朝日     | Ａ   | Winkは同番組の前回9月19日(日)放送分にも出演[注 3]。 |
| 1993.10.13 (水)[注 6]       | MJ -MUSIC JOURNAL-[注 6]                                                                    | フジテレビ     | Ｂ   | |
| 1993.10.24 (日)[7]          | アイドルオンステージ[7]                                                                     | NHK BS2        | Ｂ   | Winkは同番組で「月と太陽」、「結婚しようね」、「真夏のトレモロ」のメドレーも歌唱。 当放送分の本曲の歌唱映像を、同番組の1994年3月20日(日)放送分における「リクエストショー」[8]で放映。                                                  |
| 1993.11.05 (金)[注 7]       | 志村けんのだいじょうぶだぁ[注 7]                                                            | フジテレビ     | Ｂ   | |
| 1993.12.24 (金)[9]          | アイドルオンステージ[9]                                                                     | NHK BS2        | Ａ   | Winkは同番組で「淋しい熱帯魚」と「摩天楼ミュージアム」のメドレーも歌唱。 |
| 1994.01.16 (日)[10]         | アイドルオンステージ[10]                                                                    | NHK BS2        | Ｂ   | Winkは同番組で「夜にはぐれて」も歌唱。 |
| 1994.02.27 (日)             | アイドルオンステージ                                                                        | NHK BS2        |      | |
| 1994.04.17 (日)[11]         | アイドルオンステージ[11]                                                                    | NHK BS2        |      | |
| 1994.05.15 (日)[12]         | アイドルオンステージ[12]                                                                    | NHK BS2        | Ｃ   | Winkはコンサート用の衣装を着用し、本曲、「Cat-Walk Dancing」、「Sexy Music」、「摩天楼ミュージアム」のメドレーを歌唱。 |
| 1994.08.10 (土)[注 8]       | '94フェスタしずおか[注 8]                                                                   | 静岡放送       | Ｃ   | Winkはコンサート用の衣装を着用して出演し、「Sexy Music」、「摩天楼ミュージアム」、「トゥインクル トゥインクル」も歌唱[注 8]。 |
| 1995.09.30 (日)[注 9]       | 370万人スペシャル!静岡夢特急!午後4時までノンストップ8元放送[注 9]（静岡朝日テレビ祭り）[13] | 静岡朝日テレビ | Ｃ   | Winkは同番組に「JIVE INTO THE NIGHT」の衣装を着用して出演し、静岡市役所前青葉イベント広場において、「JIVE INTO THE NIGHT」、本曲、「Heavenが待ってる」、「愛が止まらない」、「淋しい熱帯魚」、「Angel Love Story」を生中継で歌唱[13]。 |
- 「衣装」欄の記号：Ａ＝PVの衣装をアレンジし、スカートにスリットが入ったもの　Ｂ＝鈴木早智子がツーピース、相田翔子がワンピースの、白い衣装　Ｃ＝その他（「備考」欄参照）

- Made In Love

| 放送日 (曜日)          | 番組名                       | 放送局     | 備考 |
| ---------------------- | ---------------------------- | ---------- | --- |
| 1994.02.05 (土)[注 11] | 雪まつりスペシャル'94[注 11] | テレビ朝日 | Winkは防寒用のコートを着用して出演し、本曲のほか、同番組で「いつまでも好きでいたくて」、「摩天楼ミュージアム」、「淋しい熱帯魚」、「愛が止まらない」も歌唱。 |
| 1994.04.10 (日)[14]    | アイドルオンステージ[14]     | NHK BS2    | Winkは同番組で「いつまでも好きでいたくて」も歌唱。 |

## カバー
- 咲き誇れ愛しさよ
  - 織田哲郎 – 織田のセルフカバーアルバム『Songs』（BMGルームス、1993年12月23日）に収録。
  - シャーリー・チャン（中国語版）（張玉珊、香港の女性歌手・俳優） – 広東語カバー。タイトルは「星空夢裡人」。シャーリー・チャンのアルバム『星空夢裡人』（BMG、1994年）および『情人』（同前、1995年。Remix版）に収録。広東語詞：余紹祺、編曲：Gary Kum。
  - 相川七瀬 - 相川による織田哲郎の楽曲のカバーアルバム『Treasure Box -Tetsuro Oda Songs-』（motorod、2015年10月28日）に収録[15]。